# Damir Dugonjič
Damir Dugonjič, född 21 februari 1988, är en slovensk simmare.
Dugonjič tävlade för Slovenien vid olympiska sommarspelen 2008 i Peking, där han blev utslagen i semifinalen på 100 meter bröstsim. Vid olympiska sommarspelen 2012 i London blev Dugonjič utslagen i försöksheatet på 100 meter bröstsim. Vid olympiska sommarspelen 2016 i Rio de Janeiro blev han också utslagen i försöksheatet på 100 meter bröstsim.